# Medaglia per distinzione nella protezione dei confini di Stato
La medaglia per distinzione nella protezione dei confini di Stato è un premio statale della Federazione Russa.

## Storia
La medaglia è stata istituita il 2 marzo 1994.

## Assegnazione
La medaglia è assegnata ai soldati del servizio di guardia nei confini della Russia, così come ad altri cittadini, per le imprese di combattimento e per servizi speciali resi in materia di protezione dei confini di Stato della Federazione Russa; per il coraggio e la dedizione visualizzati in operazioni di combattimento durante l'arresto dei violatori dei confini di Stato della Federazione Russa, per la leadership nella protezione dell'integrità dei confini di Stato della Federazione Russa, per la visualizzazione di un alto grado di vigilanza e per azioni che hanno portato all'arresto dei violatori dei confini di Stato della Federazione Russa, per l'ottima performance delle funzioni in materia di protezione dei confini di Stato della Federazione Russa, per l'assistenza attiva al Servizio federale di sicurezza nei suoi sforzi per proteggere i confini di Stato della Federazione Russa.

## Insegne
- La medaglia è d'argento. Sullo sfondo del dritto, un marcatore di confine che porta il Emblema di Stato della Federazione Russa circondato da un ramo di quercia lungo il lato sinistro e un ramo di alloro lungo quello destro, dietro al marcatore troviamo un fucile recante una baionetta attraversa una spada con un angolo di 45 gradi. Sul retro, la scritta in rilievo su quattro righe "PER DISTINZIONE NELLA PROTEZIONE DEI CONFINI" (Russo: "ЗА ОТЛИЧИЕ В ОХРАНЕ ГОСУДАРСТВЕННОЙ ГРАНИЦЫ"), sotto la scritta, vi è in rilievo una linea orizzontale per l'assegnazione numero di serie, sotto la linea troviamo il marchio del fabbricante.
- Il nastro è verde con bordi rossi.